# Helene von Druskowitz
Helene von Druskowitz   (Hietzing, 2 de maig de 1856 - clinique de Amstetten-Mauer, 31 de maig de 1918), Helena Maria Druschkovitx fou una filòsofa austríaca, escriptora i crítica musical. Fou la segona dona a obtenir un doctorat en filosofia, a Zúric. Publicà generalment sota un pseudònim masculí en raó del sexisme predominant.

## Biografia
Helene Druskowitz nasqué a Hietzing, Viena. L'any 1874 s'instal·là a Zuric i acabà la seva abitur l'any 1878. Ja de nena va mostrar una altíssima capacitat intel·lectual que va abocar en un primer moment a la música –estudiant piano al conservatori de Viena fins al 1873– i després a la filosofia. Així, doncs, seguí estudis de filosofia, d'arqueologia, de literatura alemanya, d'orientalisme i de llengües modernes. I esdevingué la primera dona austríaca i la segona estudiant de llengua alemanya, després de la polonesa Stefania Wolicka, a obtenir un doctorat en filosofia, amb una tesi sobre el Don Joan de Lord Byron.
Treballà a continuació com a professora d'història literària en diferents universitats (Viena, Zúric, Múnic, Bâle). A continuació viatjà a Àfrica del Nord, França, Itàlia i Espanya abans de tornar a Viena. L'any 1881 es trobà amb Marie von Ebner-Eschenbach, que la introduí al seu cercle literari. En aquells anys conegué Rainer Maria Rilke, Betty Paoli, Lou Andreas Salomé i Friedrich Nietzsche, a qui fou presentada gràcies al cercle de Malwida von Meysenbug, i que l'obsequià amb un exemplar del quart llibre d'Així parlava Zaratustra, tot just acabat de publicar.
Tanmateix, la seva amistat amb Nietzsche no duraria gaire. En un primer moment els va semblar haver trobat en l'altre una afinitat que després es veié defraudada: aviat Von Druskowitz va veure un farsant allà on abans havia vist un profeta i va començar a parlar-ne en aquests termes, qualificant-lo de ximple, ridícul i boig. No va dubtar de plantar-li cara i dirigí crítiques ferotges contra el concepte nietzschià de «superhome», que Helene von Druskowitz sempre va considerar del tot masclista.
El seu germà Druskowitz morí l'any 1886 i la seva mare l'any 1888. L'any 1887 començà una relació amorosa a Dresde amb la cantant d'òpera Therese Malten. Començà a beure en excés i a tenir problemes amb les drogues. Després de la seva ruptura sentimental, l'any 1891, fou ingressada en un hospital psiquiàtric de Dresde. Morí a finals de maig a Mauer, Baixa Àustria, de disenteria, després d'haver passat els 27 últims anys de la seva vida en un establiment psiquiàtric.

## Filòsofa i escriptora
A més d'escriure crítiques musicals i literàries, Helene von Druskowitz és autora de diversos assajos filosòfics on exposa la seva pròpia visió radical i la seva reflexió entorn de la religió o el feminisme. Contribuí a fundar les revistes feministes Der heilige Kampf (El combat sagrat) i Der Federuf (La crida a Feud).
L'any 1885, Helene von Druskowitz publicà Drei englische Dichterinnen: Essays (Tres escriptores angleses), Joanna Baillie, Elizabeth Barrett Browning i George Eliot. I l'any següent, I'assaig Intents moderns de substituir la religió: un assaig filosòfic. També escrigué peces teatrals, paròdies i comèdies que en clau d'ironia i ridícul evidencien les contradiccions de la societat humana.
Sempre continuà escrivint, fins i tot durant el seu internament en un hospital psiquiàtric, i seguí publicant fins a l'any 1905. Druskowitz critica alhora la religió, el sexisme i, després de la seva ruptura amb Nietzsche, també la seva filosofia
El pessimisme feminista de Von Druzkowitz, tan trencador per a la seva època i encara en l'actuaitat, li fa pensar que l'espècie humana no existeix: només hi ha homes i dones, els primers han dominat i corromput les segones i són els responsables de l'espant en un món fet a imatge i semblança seva. El seu pessimisme, que va més enllà de Schopenhauer, acaba constituint un programa en què la segregació de gènere i l'homosexualitat promoguin l'extinció del gènere humà.

## Obres
Moltes de les seves obres foren signades amb pseudònim, sovint masculíː Adalbert Brun, Adalbert Brunn, Erna von Calagis, Helena Maria Druschkovich, Helene von Druschkowitz, Erna, H. Foreign Sacrosanct, H. Foreign, E. René, Sacrosanct, Sakkorausch.
- Über Lord Byron's Don Juan: eine litterarisch-ästhetische Abhandlung, 1879. (Sobre Don Juan de Lord Byron: un tractat literari-estètic)
- Sultan und Prinz: Trauerspiel in 5 Aufz, 1881. (Sultà i príncep: tragèdia en 5 actes)
- Der Präsident vom Zitherclubː Original-Posse in 4 Aufzügen, 1883–84. (El president del Zither Club: paròdia original en 4 actes)
- Percy Bysshe Shelley, 1884. (Percy Bysshe Shelley)
- Drei englische Dichterinnen: Essays, 1885. (Tres dones poetes angleses: assaig)
- Moderne Versuche eines Religionsersatzes: ein philosophischer Essay, 1886. (Intents moderns de substituir la religió: un assaig filosòfic)
- Wie ist Verantwortung und Zurechnung ohne Annahme der Willensfreiheit möglich?: Eine Untersuchung, 1887. (Com és possible la responsabilitat i la imputació sense assumir la llibertat de voluntat?: una investigació)
- Zur neuen Lehre. Betrachtungenlieu=Heidelberg, 1888. (Sobre la nova doctrina: reflexions)
- Zur Begründung einer neuen Weltanschauung (Zur neuen Lehre), 1889. (Per justificar una nova visió del món (la nova doctrina))
- Eugen Dühring. Eine Studie zu seiner Würdigung, 1889. (Eugen Dühring: Un estudi per al seu reconeixement)
- Aspasieː Lustspiel in 5 Aufz, 1889. (Aspàsiaː comèdia en 5 actes)
- Der Mann als logische und sittliche Unmöglichkeit und als Fluch der Welt: pessimistische Kardinalsätze, 1889. (L’home com a impossibilitat lògica i moral i com a maledicció del món: frases cardinals pessimistes)
- Die Pädagogin, dramatischer Scherz in drei Akten, 1890. (El pedagog: broma dramàtica en tres actes)
- Philosophischer Rundfragebogen, 1903. (Qüestionari filosòfic)